# Апостол, Том
Том Майк Апо́стол (греч. Τομ Μάικ Άποστολ, англ. Tom Mike Apostol; 20 августа 1923, Хэлпер, Юта — 8 мая 2016) — американский математик греческого происхождения, специалист в области аналитической теории чисел. Профессор Калифорнийского технологического института. Наиболее известен как автор широко используемых учебников по математике. Популяризатор математики.

## Биография
Родился в семье греков Эммануила Апостолопулоса и Эвфросини Папафанасопулу. После получения гражданства США имя и фамилия отца Тома американизировались и его стали звать Майк Апостол.
Получил степень бакалавра наук в области химической технологии (1944) и степень магистра математики (1946) в Вашингтонском университете, а также степень доктора философии в области математики в Калифорнийском университете в Беркли (1948). После этого работал в Калифорнийском университете в Беркли, Массачусетском технологическом институте и Калифорнийском технологическом институте.
Автор нескольких авторитетных учебников для университетов.
Является создателем и режиссёром проекта «Project MATHEMATICS!» (1988—2000) — серии образовательных видеомодулей и сопутствующих учебных пособий для учителей, созданной с целью помочь ученикам старших классов в освоении основ геометрии и тригонометрии.
Апостол оказал содействие в популяризации метода визуального математического анализа, разработанного в 1959 году советско-американским математиком армянского происхождения Мамиконом Мнацаканяном. Оба учёных совместно написали ряд статей, многие из которых были опубликованы в математическом журнале «American Mathematical Monthly».
Является автором учебного материала для знаменитого и получившего признание многосерийного курса видеолекций по начальной физике под названием «Механическая Вселенная», который в России транслировался на научно-познавательном телеканале Техно 24.
В 2001 году Апостол был избран членом-корреспондентом Афинской академии наук.
Трижды удостаивался Награды Лестера Р. Форда (2005, 2008, 2010).
В 2012 году был избран фелло Американского математического общества.
Том Апостол умер 8 мая 2016 года.